# 滝川事件

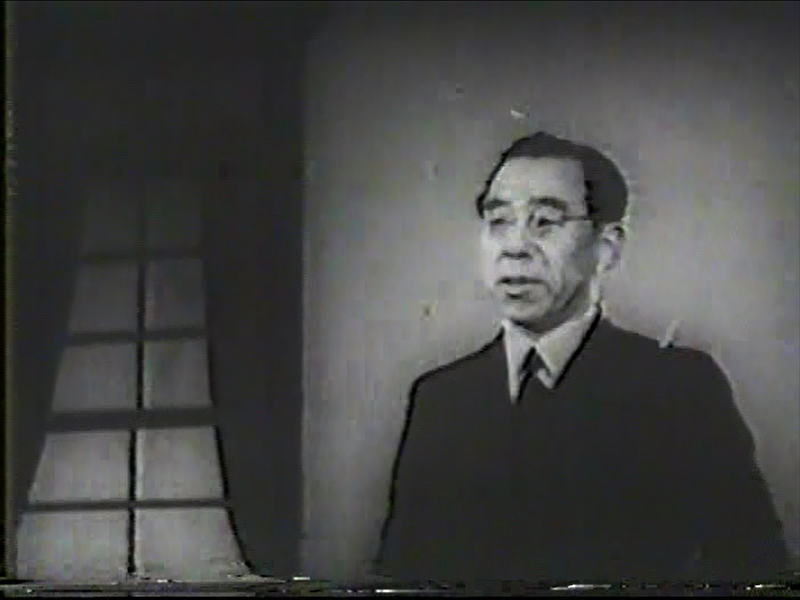
瀧川幸辰（映画『日本の悲劇』より）

滝川事件（たきがわじけん、たきかわじけん）は、1933年（昭和8年）に京都帝国大学で発生した思想弾圧事件。京大事件（きょうだいじけん）とも呼ばれる。

## 経緯

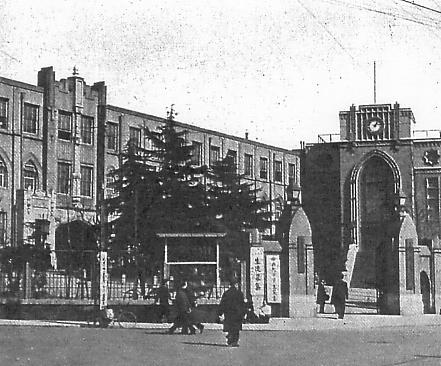
事件の発端となる講演会が行われた中央大学駿河台校舎

### 事件の発端
事件は、京都帝国大学法学部の瀧川幸辰教授が1932年10月28日に中央大学駿河台校舎で開催された刑法学講演会（中大法学会主催）で行った講演「『復活』を通して見たるトルストイの刑法観」の内容が無政府主義的であるとして、文部省および司法省内で問題化したことに端を発する。ただしこの時点では、宮本英雄法学部長が文部省に釈明し、問題にはならなかった。ところが1933年3月、共産党員およびその同調者とされた裁判官・裁判所職員が検挙される「司法官赤化事件」が起こると、状況は一変することになった。この事件をきっかけに蓑田胸喜ら原理日本社の右翼、および菊池武夫（貴族院）や宮澤裕（衆議院・政友会所属）らの国会議員は、司法官赤化の元凶として帝国大学法学部の「赤化教授」の追放を主張し、司法試験委員であった瀧川を非難した。

### 瀧川の処分と京大法学部の抵抗

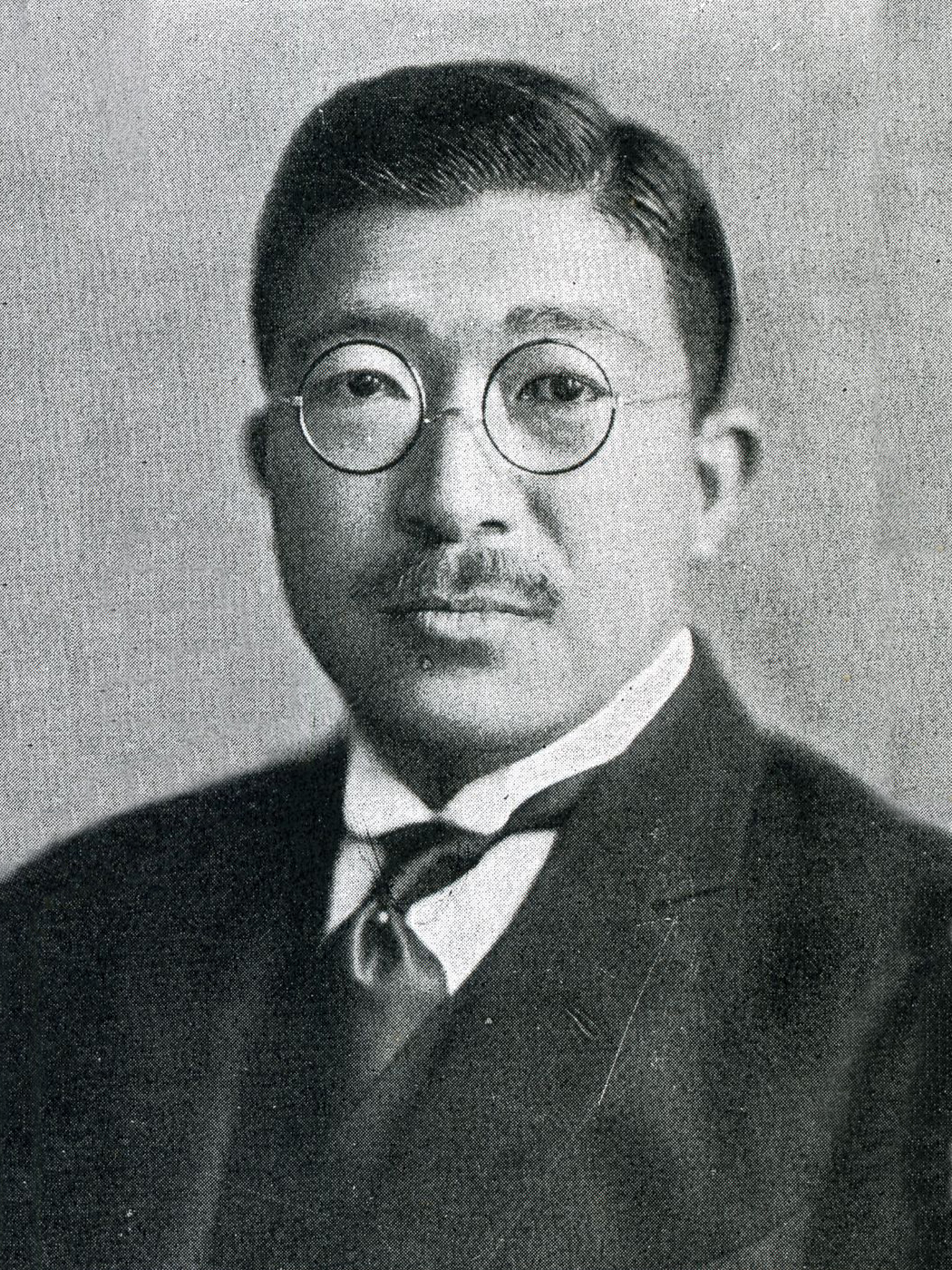
鳩山一郎

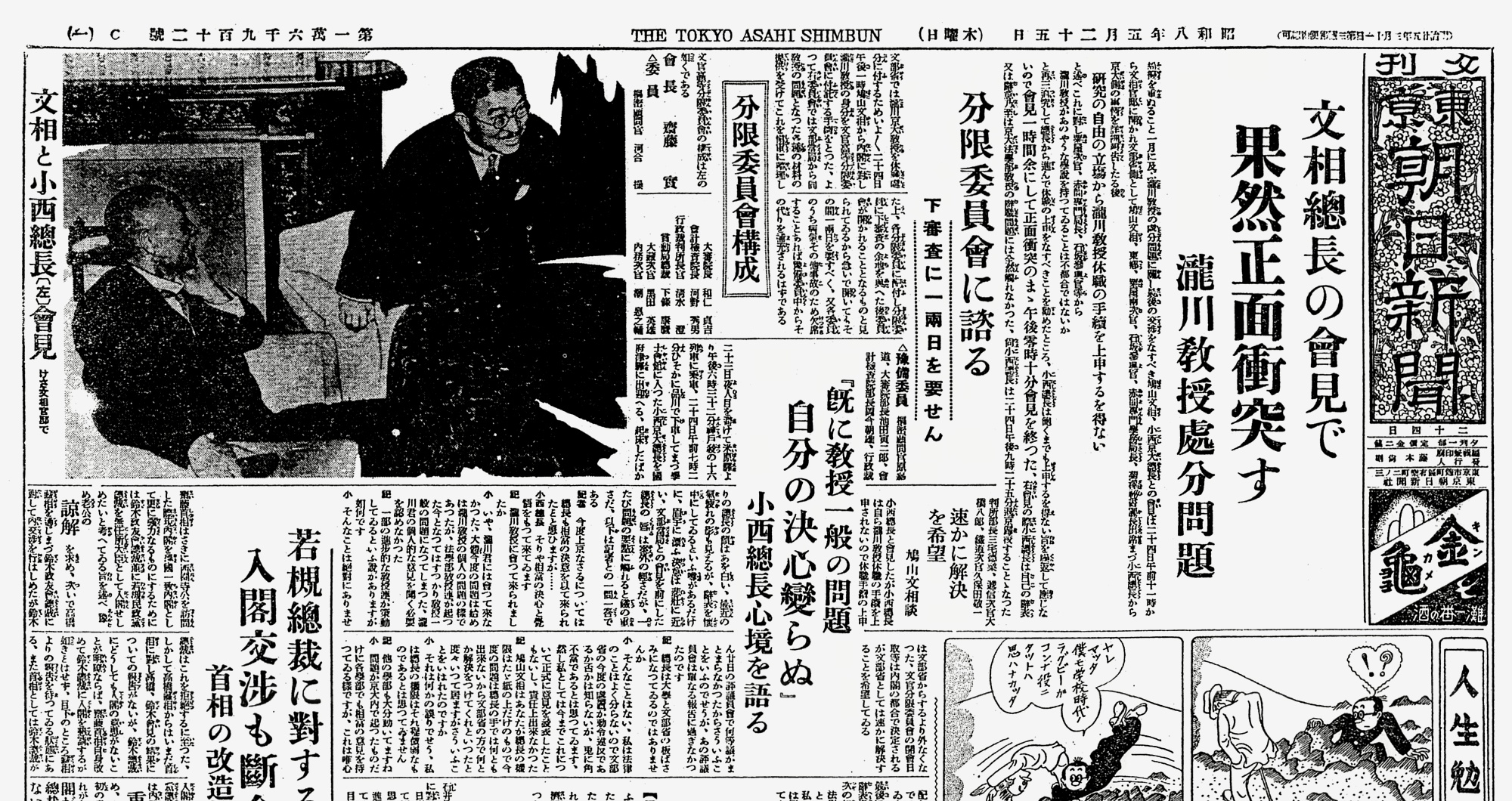
文相総長の会見で果然正面衝突す 滝川教授処分問題（『東京朝日新聞』 1933年5月25日付夕刊1面）

1933年4月、内務省は瀧川の著書『刑法講義』および『刑法読本』に対し、その中の内乱罪や姦通罪に関する見解などを理由として、出版法第19条により発売禁止処分を下した。翌5月には、齋藤内閣の鳩山一郎文相が小西重直京大総長に瀧川の罷免を要求した。京大法学部教授会および小西総長は文相の要求を拒絶したが、同月25日に文官高等分限委員会に休職に付する件を諮問し、その決定に基づいて翌26日、文部省は文官分限令により瀧川の休職処分を強行した。
瀧川の休職処分と同時に、京大法学部は教授31名から副手に至る全教官が辞表を提出して抗議の意思を示したが、大学当局および他学部は法学部教授会の立場を支持しなかった。小西総長は辞職に追い込まれ、7月に後任の松井元興総長が就任したことから事件は急速に終息に向かうこととなった。すなわち松井総長は、辞表を提出した教官のうち瀧川および佐々木惣一（のちに立命館大学学長）、宮本英雄、森口繁治、末川博（のちに立命館大学総長、および名誉総長）、宮本英脩の6教授のみを免官としてそれ以外の辞表を却下し、さらに鳩山文相との間で「瀧川の処分は非常特別のものであり、教授の進退は文部省に対する総長の具状によるものとする」という「解決案」を提示した。この結果法学部教官は、解決案により要求が達成されたとして辞表を撤回した中島玉吉、末広重雄、牧健二などの残留組と、辞表を撤回せず解決案を拒否した辞職組に分裂し、前記6教授以外に恒藤恭および田村徳治の教授2名、大隅健一郎、大岩誠ら助教授5名、加古祐二郎ら専任講師以下8名が辞職という形で事件は決着した。

### 学内外の支援運動
京大法学部の学生は教授会を支持し、全員が退学届けを提出するなど処分に抗議する運動を起こし、他学部の学生もこれに続いた。6月に学生集会において、浪曲師酒井雲が招かれ、壇上に立ち『駕籠幽霊』を演じた。さらに東京帝大など他大学の学生も呼応し、7月には16大学の参加により「大学自由擁護連盟」、さらには文化人200名が参加する「学芸自由同盟」が結成された。『中央公論』『改造』などの総合雑誌、『大阪朝日』などの新聞は京大を支援し文部省を批判する論説を多く掲載した。しかし大学の夏期休暇などもあり学内の抗議運動は終息、自由擁護連盟も弾圧により解体した。学芸自由同盟も翌年には活動停止状態となったが、前記の中井、久野などこの運動に参加した学生の中から『学生評論』『世界文化』『土曜日』など反ファシズムを標榜する雑誌メディアが生まれ、自由主義的文化運動は非常時下でなおも命脈を保った。

### 事件のその後

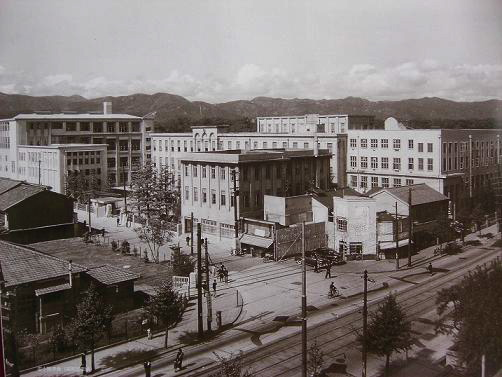
立命館大学広小路学舎

滝川事件に関連して京都帝大を辞職した教官のうち、18名が立命館大学に教授・助教授などの形で移籍した。また、瀧川自身も事件後は立命館で講義を行うようになった。立命館への受け入れは、立命館総長・中川小十郎が西園寺公望の意向を踏まえ、元京大法学部長で立命館名誉総長だった織田萬と相談の上で運ばれた。結果、立命館をはじめ京大以外の関西圏大学法学部の発展を促すことにもなった。しかしその後、京大の残留教官による説得に応じ京大に復帰した黒田覚や佐伯千仭ら6名の教官が現れ、瀧川および筋を通して復帰しなかった宮本英雄、末川、恒藤、田村らとの間に感情的なしこりを残した。
このことは第二次世界大戦後の京大法学部の再建に大きな影を落としたといわれる。すなわち戦後、GHQの方針により瀧川は京大に復帰したが、他の「辞職組」教官らは復帰しなかった。また、瀧川を法学部長に据え法学部再建の全権を委ねる旨の密約が交わされており、これによって黒田法学部長が解任され、佐伯ら前記「復帰組」教官らも辞職したことで事実上、瀧川の報復人事を許すことになった。
一方、京大とは対照的に、この事件で予期せぬ漁夫の利を得たのは、立命館大学だった。立命館は、安い給料で当時一流の学者を招聘できた。また、戦後になって立命館がGHQに睨まれた際にも、この京大事件で追われた末川博を総長に据えるなど、大学の民主化を図って切り抜けた。
またリベラル派として知られた河田嗣郎が学長を務める大阪商科大学に講師として再就職した末川や恒藤は教授人事の承認権を有する文部省の拒否に遭い、講師採用後7年を経過した1940年まで教授への昇任が許されなかった。1942年に河田学長が急逝すると、後任学長の候補として末川の名も挙がっていたが、文部省に対する遠慮から、結局のところ右派的と見られていた京大経済学部教授本庄栄治郎が学長に就任した。第二次世界大戦後の1946年、本庄辞任後学長に就任し新制大阪市立大学の初代学長に移行したのは末川と苦労をともにした恒藤である。
なお、鳩山一郎が戦後GHQの公職追放指令を受けたのは、かつて文相として瀧川の処分を強行したことに関係があるといわれる。

## 影響
久野収はこの事件の特色について以下のように回顧し、言論弾圧の対象が従来の共産主義思想から自由主義的な言論へと拡大することとなった大きな転機であると強調した。
また、文部省が京大総長の具状を待たずに分限委員会を開き瀧川の休職処分を決定したことは、京大における澤柳事件（1913 - 14年）以来「教授会自治」として認められていた、総長の具状は教授会の同意を必要とするという慣行を無視するものであった上に帝国大学官制にすら違反する可能性があった。斎藤首相や鳩山文相が当時語っていたように、政府当局が処分を強行した意図は、「大学自治の総本山」と見られていた京大を強力な国家権力の下に屈服させるという点にあったと考えられている。
事件が起きた際に、京大法学部以外の学部では教員の辞職は起きなかった。事件が起きた当時、京大総長は、文学部教授だった小西重直であったが、当時の文学部でさえも、小西の同僚だった文学部の同僚による抗議の辞任はなかった。さらに事件後、昭和10年代、小西の同僚であった浜田耕作(1937年‐1938年)と羽田亨(1938年―1945年)が京大総長に選出されている。
しかし、自由な研究や教授を大きく制限され、当時の政府や軍部の政策に協力することを求められるようになった。具体例を挙げると、京大医学部の教員による、関東軍の防疫給水部(七三一部隊)への、人材提供を上げることができる。これには、医学部長の戸田正三や、医学部教授であり人類学者・考古学者でもあった清野謙次が関わっている。
立命館大学『学園通信校友版』「百二十年の歴史を訪ねて」によると、同省は瀧川を弾圧すると末川が反対に乗り出すことを予想し、むしろ弾圧の本命を末川としていたとする説もあることを紹介している。その末川は「この事件は瀧川個人に加えられた弾圧ではなく、日本の学問の自由と大学自治に加えられた弾圧だったから京大事件と呼ぶべきだ」と繰り返し語っていた。その他の京大関係者においても滝川事件と呼ぶ者と京大事件と呼ぶ者がおり、呼称は完全に統一されていない。

## 「第2次滝川事件」
1955年6月、新制京都大学で発生した学生による瀧川幸辰総長への「暴行」事件は、「第2次滝川事件」と称されることがある。この事件は学生自治会である同学会が、当時京大総長に在任（1953 - 57年）していた瀧川に対し創立記念祭行事の開催を求めており、その実施方法を巡る両者の協議が決裂、直後再交渉を求める学生が総長を監禁したため警官隊が導入されたものである。この結果同学会は解散させられ、中心人物と目された学生2名が逮捕起訴された。同年9月に開かれた被告人2名の初公判では、弁護人として先述の佐伯千仭を含む11名の弁護士のほか、田畑茂二郎ら3名の法学部教官が特別弁護人として参加した。瀧川はこの3教官に対し罷免を示唆しつつ公の場で繰り返し非難を行い、結局のところ3人全員が特別弁護人を辞退した。このことは瀧川総長自らがかつての主張を覆し教授会の人事権を否定したものとされ、戦後の瀧川に反動的な人物とのイメージを付け加えることになったという者もいる。公判自体は瀧川自身の監禁に対する証言の曖昧さもあって1959年、大阪高裁での控訴審判決で、被告人2名のうち1名の暴行罪のみが認定されて確定した。

## 事件をモデルとした作品
この事件とゾルゲ事件をモデルとした映画が、黒沢明監督の戦後第1作『わが青春に悔なし』（1946年）である。瀧川をモデルとしたとおぼしき八木原教授を大河内傳次郎が、その娘・幸枝を原節子が演じている。大河内の教え子でのちに幸枝と結婚する人物として、尾崎秀実をモデルにした藤田進の演じる野毛隆吉が登場するが、もちろん実在の尾崎はこの事件とは無関係である。さらに学生によるデモ行進のシーンもあるが、実際には戦前のこの時期に学生デモが認められることはなかった。
近年ではかわぐちかいじの漫画作品『ジパング』に「滝川事件に連座して京大理学部を免職になり、日本軍の原爆計画に関与する科学者」という設定の倉田万作が登場する。